# 河野扶
河野 扶（かわの たすく、1913年（大正2年）- 2002年（平成14年）8月14日）は、日本の洋画家。

## 経歴
- 1913年、宮崎県児湯郡高鍋町に生まれる。
- 1925年、朝鮮京城龍山公立中学校に入学（現在の龍山高等学校）。絵画部で遠田運雄の指導を受け、第6回朝鮮美術展覧会に初入選。
- 1930年、高鍋中学校を卒業後、有田四郎に師事。
- 1931 - 1933年、川端画学校に学ぶ。
- 1935年、京都第三高等学校理科甲類に入学。在学中、京都独立美術研究所で須田国太郎から人体デッサンの指導を受ける。
- 1941年、東京帝国大学理学部数学科を卒業。三井生命保険に入社。
- 1945年、教職に転じ、旧制専門学校、新制大学、都立高校などで、数学の教員として勤務の傍ら、絵画の制作を続ける。
- 1946年、毎日新聞社主催の論文募集に応募、「天皇制を論ず」で最優秀賞を受賞する。
- 1960年、独立美術協会展に出品、会友となる。
- 1965年、独立美術協会を退会、無所属として活動。
- 1968年、日本美術家連盟の会員となる。
- 1969年、東京八重洲の巴里画廊で個展。
- 1970年、教職を辞して、画業研鑽のため渡欧する。
- 1972 - 1977年、巴里画廊、現代画廊、アートプラザ、あかね画廊で個展。
- 1978 - 1981年、浅川画廊（浅川純至）の主催で、東京、甲府、宮崎で個展。アテネ画廊でも個展。
- 1984年、宮崎県総合博物館に作品を収蔵。この年から1986年まで東京・シロカネ画廊で個展。
- 1991 - 1994年、浅川画廊の主催で、東京、山梨県北杜市白州町で個展。
- 1995年、すどう美術館企画で、銀座・ギャラリーしらのにて個展。
- 1996年、北杜市白州町の浅川画廊、東京都町田市のすどう美術館で個展。多摩美術大学附属美術館（現在の多摩美術大学美術館）で「色彩のハーモニー 河野扶展」を開催。
- 1999年、季刊雑誌『展評（てんぴょう）』創刊号に、日夏露彦が「存在の豊饒に向かって ―― 河野扶」を掲載。
- 2002年8月14日、死去。
- 2013年1月 - 3月、長野県東御市の「東御市梅野記念絵画館」で、回顧展「壁の意思を聴け ―― 河野扶展」を開催、43点を展示。
- 2021年9月～10月、長野県東御市の「梅野記念絵画館・ふれあい館」で、新収作品「河野扶展」が開催[1]。